# Кривая (Киевская область)
Кривая (укр. Крива) — село, входит в Таращанский район Киевской области Украины.
Население по переписи 2001 года составляло 342 человека. Почтовый индекс — 09521. Телефонный код — 4566. Занимает площадь 1,666 км². Код КОАТУУ — 3224482601.

## Местный совет
09521, Київська обл., Таращанський р-н, с.Крива